# Balada No. 4 em Fá menor, Op. 52 (Chopin)

Trecho introdutório da Balada No. 4 em Fá menor.

A Balada No. 4 em Fá menor, Op. 52 é a quarta balada para piano solo escrita pelo compositor polonês Frédéric Chopin. Foi composta em 1842 em Paris e Nohant, França e revisada em 1843. Este trabalho foi dedicado a esposa do Barão Nathaniel de Rothschild, que convidou Chopin a tocar na sua propriedade parisiense e apresentou-o a aristocracia e nobreza.
A quarta balada é considerada por muitos como sendo a mais intensa musicalmente, e também a que demanda maior técnica, entre as quatro baladas de Chopin.